# ريد فلفيت
ريد فيلفيت (بالإنجليزية: Red Velvet) (بالكورية: 레드벨벳) هي فرقة موسيقية من كوريا الجنوبية،  ترسّمت في 1 أغسطس 2014، تحت إدارة وكالة إس إم إنترتينمنت، في البداية كانوا أربع عضوات وفي 2015 أضافت الوكالة العضوة ييري، وتتألف الفرقة من خمس عضوات هن؛ آيرين (بالهانغل:아이린)، سولجي (بالهانغل:강슬기)، ويندي(بالهانغل:웬디)، جوي(بالهانغل:조이)، ييري(بالهانغل:예리)
شهدت الفرقة نجاحاً ملحوظاً منذ ترسيمهن لأول مرة، وفي 18 مارس 2015 أصدرن أول ألبوم مصغر لهن بعنوان «آيس كريم كيك»، تصدر هذا الألبوم في مخطط غاون للموسيقى في أوائل 2015. وأصدرن أول ألبوم إستديو كامل للفرقة بعنوان «ذا رد» في 9 سبتمبر 2015 وأصدرن بعد ذلك عدة ألبومات مصغرة مثل ذا فلفت والروليت الروسي الذان أصدرا عام 2016، وألبوم «روكي» الذي صدر في 1 فبراير 2017 والذي تصدر مخطط غاون للموسيقى. بالإضافة إلى ذلك، تصدرت ألبوماتهن ذا رد وروكي في مخطط بيلبورد ورلد ألبوم ومع إصدار خامس ألبوم مصغر لهن "Perfect Velvet" في 10 يوليو 2017، أصبحن رد فلفت فرقة الكيبوب الإناث الأكثر تصدراً للمراكز الأولى في المخططات.

## عضوات ريد فيلفت

### معلومات
| آيرين | 배주현 | باي جوهيون   | 배주현 | 裴柱現 | قائدة الفرقة، رابر، فيجوال، ممثلة، عارضة، مقدمة برامج        |
| سولجي | 슬기   | كانغ سولجي   | 강슬기 | 姜澀琪 | صوت رئيسي، راقصة رئيسية                                      |
| ويندي | 웬디   | سون ويندي    | 웬디손 | 孫承歡 | الصوت الرئيسي والأساسي                                       |
| ويندي | 웬디   | سون سونغهوان | 손승환 | 孫承歡 | الصوت الرئيسي والأساسي                                       |
| جوي   | 조이   | بارك سويونق  | 박수영 | 朴秀榮 | صوت رئيسي، رابر، ممثلة                                       |
| ييري  | 예리   | كيم ييريم    | 김예림 | 金藝琳 | صوت فرعي، رابر فرعي، راقصة فرعية، كاتبة أغاني، ماكيني الفرقة |

## الأغاني المصورة (music video)
- "happiness" (بالعربية: سعادة) (بالكورية:행복) (صدرت:1اغسطس2014)
- "be natural" (بالعربية: كن طبيعي) (صدرت: 13 أكتوبر 2014)
- "ice cream cake" (بالعربية: كعكة المثلجات) (صدرت:15 مارس 2015)
- "dumb dumb" (بالعربيه: غبي غبي)من ألبوم the red (صدرت:8 سبتمبر 2015)
- "One Of These Nights" (بالعربيه: واحدة من هذه الليالي)من البوم THE velvet (صدرت:16مارس 2016)
- "Russian roulette" (بالعربيه: الروليت الروسي)من البوم THE red (صدرت: 7 سبتمبر 2016)
- "Rookie" (بالعربيه: غير مخضرم)من البوم THE velvet والبوم THE red (صدرت: 1 فبراير 2017)
- "Would U" (بالعربية: هل ستكون)من مشروع إس إم ستيشن (صدرت: 31 مارس 2017)
- "Red Flavor" (بالعربية: نكهة حمراء)من ألبوم The Red Summer (صدرت: 9 يوليو 2017)
- "Peek A Boo" (بالعربية: مفاجأة) من ألبوم Prefect Velvet (صدرت:17 نوفمبر 2017)
- "Bad Boy" (بالعربية: فتى سيئ)من ألبوم The Perfect Red Velvet(صدرت:29 يناير 2018)
- "Power Up" (بالعربية: استرجاع القوة)
- "Really Bad Boy” (بالعربية: فتى سئ حقاً)
- "Zimzalabim" (نغمة) (صدرت:19 جوان 2019)
- "Umpah Umpah" (صدرت:20 أوت 2019)
- "Psycho" (صدرت:23 ديسمبر 2020)
- "Queendom" (صدرت:16 اوت 2021)
- "Feel My Rythm" (صدرت:21 مارس 2022)
- "Wildside" (صدرت:2022) أغنية مصورة باليابانية من الألبوم الياباني "Bloom" (من المقرر اصداره في 6 أفريل 2022 لكن تقدم على وقته)

## الألبومات
- ذا ريد (2015)
- ذا فيفلت «البوم مصغر»(2016)
- روشيان روليت «البوم مصغر»(2016)
- روكي «البوم مصغر»(2017)
- ذا ريد سمر «البوم مصغر» (2017)
- بيرفكت فيلفت «البوم» (2017)
- ذا بيرفكت ريد فيفلت «ريباكج» (2018)
- سامر ماجيك «البوم مصغر» (2018)
- ريلي باد بوي «البوم مصغر» (2018)
- ذا ريف فستيفال: اليوم الأول «البوم مصغر» (2019)
- سايكو «البوم» (2019)

## فيلموغرافيا

### البرامج الواقعية
| السنة | العنوان           | القناة   | ملاحظات                                                                   | مراجع |
| ----- | ----------------- | -------- | ------------------------------------------------------------------------- | ----- |
| 2017  | Level Up Project! | كي بي أس | جوي لم تظهر بالبرنامج لأنها كانت مشغولة بالتمثيل في دراما " الكاذب وحبه". | [ 5 ] |
| 2018  | Level Up project2 |          |                                                                           |       |

### الأفلام
| السنة |  | العنوان           | الدور  | ملاحظات    | مراجع |
| ----- |  | ----------------- | ------ | ---------- | ----- |
| 2015  |  | SMTown: The Stage | أنفسهم | فلم وثائقي | [ 6 ] |

## الحفلات الموسيقية
- ريد روم (2017)

### المشاركات
- إس إم تاون لايف ورلد تور (2014–2015)
- إس إم تاون لايف ورلد تور (2016)
- إس إم تاون لايف ورلد تور (2017)

## روابط خارجية
- رد فلفت على موقع ميوزك برينز (الإنجليزية)
- رد فلفت على موقع أول ميوزيك (الإنجليزية)
- رد فلفت على موقع ديسكوغز (الإنجليزية)